# Ashes.EP
GLAY的第37張單曲，也是第一張三A面單曲。

## 簡介
- GLAY出道以來第一張三A面單曲。
- 分為『初回限定盤』和『普通盤』2種，『初回限定盤』為CD+DVD版，包裝也不一樣，2種版本都有發行台壓版。
- 在TERU的強烈要求下，SORRY LOVE也製作拍攝MV，MV並非用影像呈現，而是由大約2000張拍立得照片所編輯而成。

## 收錄曲目

### CD
1. ASHES -1969-
2. ROSY
3. SORRY LOVE
4. MOTHER NATURE'S SON

### DVD
1. MUSIC CLIP
2. DOCUMENT影像

## 收錄專輯
- THE GREAT VACATION VOL.1 〜SUPER BEST OF GLAY〜
- rare collectives vol.4